# Ян Радзивілл (жмудський староста)
Ян Радзивілл (1492 — 1542) — державний діяч, урядник Великого князівства Литовського. Відомий також як Ян II Радзивілл.[джерело?]

## Життєпис
Походив з литовсько-білоруського князівського роду Радзивіллів гербу Труби, гілки Медельської. Син Миколая Радзивілла, великого канцлера литовського, та Єлизавети Сакович. Народився у 1492 році. Здобув домашню освіту. 1517 року призначається підчашим великим литовським.
З 1519 року брав участь у війні проти Тевтонським орденом (до 1521 року). 1520 стає державцем марковським (до 1534 року). 1521 року визнається князем Священної Римської імперії. У 1522 році отримав староство бельське, а 1523 року — василіське і ковалевське. Водночас після розподілу батьківського спадку отримав села в Докшиці.
У 1529 році увійшов до складу комісії, яка займалася розмежуванням кордонів Великого князівства Литовського та Мазовецького князівства. У 1530 році разом з Юрієм Радзивіллом і Альбрехтом Гаштольдом фактично очолив Велике князівство Литовське. Це керування тривало до 1540 року.
У 1532 році увійшов до складу комісії, що займалося розмежуванням кордонів Великого князівства Литовського і Прусського герцогства. У 1534—1537 роках брав участь у війні проти Великого князівства Московського.
У 1535 року призначається генеральним старостою жмудським. Того ж року розпочав судову суперечку з полоцьким боярином Богданом Корсаком. У 1540—1541 роках входив до комісії з розмежування кордонів Великого князівства Литовського і Ливонського ордену. Помер у 1542 році.

## Родина
Дружина — Ганна, донька Януша Костевича, воєводи вітебського
Діти:
- Анна (1525—1600), дружина Станіслава Кишки, воєводи вітебського
- Петронілла (1526—1564), дружина Станіслава Довойни, воєводи полоцького
- Ельжбета (пд/н—1565), дружина Героніма Сенявського, воєводи руського